# Hans Bryntesson
Hans Ivar Bryntesson, född 4 juni 1921 i Eda församling, Värmlands län, död 10 augusti 2017 i Eda distrikt, Värmlands län, var en svensk folkmusiker.

## Diskografi
- 1990 - Värmländska Folkmusikstilar.
- 1995 - Ransätersstämman 25 år.

## Utmärkelser
- 1972 - Zornmärket i silver, "För traditionsmässigt spel av västvärmländska låtar."
- 1984 - Zornmärket i guld, "För traditionsrikt och mästerligt spel av låtar från Eda."